# Around the Fur
| 전문가 평가  | 전문가 평가 |
| 평가 점수    | 평가 점수   |
| 출처         | 점수        |
| ------------ | ----------- |
| AllMusic     | [ 1 ]       |
| Pitchfork    | 7.8/10      |
| Punknews.org | [ 3 ]       |

《Around the Fur》는 미국의 얼터너티브 메탈 밴드 데프톤스의 두 번째 스튜디오 음반으로, 1997년 10월 28일, 매버릭 레코드에서 발매되었다. 〈My Own Summer (Shove It)〉와 〈Be Quiet and Drive (Far Away)〉는 뮤직 비디오와 함께 싱글로 발매되었다. 이 음반은 1999년 6월 미국 음반 산업 협회로부터 골드 인증을 받았고, 2011년 마침내 플래티넘 인증을 받았다.

## 배경
《Around the Fur》는 얼터너티브 메탈, 누 메탈, 포스트 하드코어, 얼터너티브 록으로 묘사되어 왔다. 기타리스트 스티븐 카펜터는 "우리는 그 점에 별로 주의를 기울이지 않았습니다. 저는 이 하위 장르 이름들이 존재하지 않았을 때를 기억합니다. 그냥 메탈이었어요. 그래서 저는 우리가 그것을 떠나기로 결정했다고 생각하지 않습니다. 우리는 다른 사람들이 무엇을 하고 있는지 관심을 가져본 적이 없습니다. 우리는 그저 우리가 옳다고 생각하는 일을 했고, 킬러 음반을 만들기 위해 노력했을 뿐입니다." 프로듀서 테리 데이트는 밴드가 《Around the Fur》와 함께 "더 세련되고" 싶어했다고 말했다. 서정적으로, 이 음반의 많은 부분은 청소년 인식, 실존적 불안, 섹스, 가정 학대, 폭력, 사랑하는 사람들의 죽음, 그리고 이별과 같은 주제들을 다루고 있다.
이 음반은 프랭크 델가도가 추가 인원으로 참여한 두 번째 음반이다. 〈Headup〉은 소울플라이의 맥스 카발레라의 보컬이 피처링되었다. 이 곡은 카발레라와 데프톤스의 가수 치노 모레노가 카발레라의 의붓아들이자 치노의 친구였던 다나 웰스의 죽음에 대한 그들의 고통을 표출하기 위한 방법으로 썼다. 밴드명 "소울플라이"는 이 노래를 위해 발명된 포르망토에서 따왔다. 음반의 가사가 책자에 포함되었지만, 모든 단어가 인쇄되지는 않았다. 좋은 예가 〈Lhabia〉라는 노래이다. 구절에서 모레노는 해독하기 어려운 진술을 속삭인다. 〈Headup〉이라는 노래에도 한 구절이 빠져 있다.
음반 커버는 사진작가 릭 코식이 밴드가 녹음 중인 시애틀의 심야 파티 도중 촬영했다. 한 여성의 솔직한 사진을 본 밴드는 이 사진을 음반 커버로 사용하고 싶다고 결정했다. 코식은 그 여성이 누구인지 확신하지 못했기 때문에, 밴드는 사진을 사용할 수 있는 허가를 얻기 위해 그녀를 찾고 추적해야 했고, 결국 그녀는 그것을 허락했다. 커버에 등장하는 여성은 스티븐 카펜터의 친구인 워싱턴주 거주자 리사 M. 휴즈다. 휴즈는 2017년 음반의 20주년 동안 처음으로 커버에 대해 공개적으로 말했다. 이후 모레노는 커버에 대해 "끔찍하다"며 혐오감을 드러냈다.

## 발매
이 음반은 큰 기대를 받았고, 싱글 〈My Own Summer (Shove It)〉(1997년 12월 22일, 발매)와 〈Be Quiet and Drive (Far Away)〉(1998년 3월 9일, 발매)의 라디오와 MTV 방송의 강세로 밴드를 얼터너티브 메탈 씬에서 유명하게 만들었다. 이 음반의 타이틀곡은 홍보용 싱글로도 발매되었다. 《Around the Fur》는 발매 첫 주에 43,000장이 팔렸고, 빌보드 200에 29위 (최고 순위)로 진입해 17주 동안 차트에 머물렀다. 《Around the Fur》는 1999년 6월 24일에 미국 음반 산업 협회 골드, 2011년 6월 7일에 플래티넘 골드 지위에 올랐다.
이 음반이 스포티파이에서 발매되었을 때, 이 음반에는 원래 발매된 음반보다 1분 더 오래 실행되는 대체 버전의 〈Headup〉이 포함되어 있었다.

## 곡 목록
모든 곡들은 특별한 언급이 없는 한 데프톤스에 의해 작사/작곡하였다.
| #   | 제목                              | 작사·작곡          | 재생 시간 |
| --- | --------------------------------- | ------------------ | --------- |
| 1.  | 〈My Own Summer (Shove It)〉      |                    | 3:35      |
| 2.  | 〈Lhabia〉                        |                    | 4:11      |
| 3.  | 〈Mascara〉                       |                    | 3:45      |
| 4.  | 〈Around the Fur〉                |                    | 3:32      |
| 5.  | 〈Rickets〉                       |                    | 2:42      |
| 6.  | 〈Be Quiet and Drive (Far Away)〉 |                    | 5:08      |
| 7.  | 〈Lotion〉                        |                    | 3:57      |
| 8.  | 〈Dai the Flu〉                   |                    | 4:36      |
| 9.  | 〈Headup〉 (Feat. 맥스 카발레라)  | 데프톤스, 카발레라 | 6:12      |
| 10. | 〈MX〉                            |                    | 37:18     |

## 인증
| 국가                       | 인증     | 판매량/출하량 |
| -------------------------- | -------- | ------------- |
| 오스트레일리아 (ARIA)      | 골드     | 35,000^       |
| 영국 (BPI)                 | 골드     | 100,000^      |
| 미국 (RIAA)                | 플래티넘 | 1,000,000^    |
| ^출하량을 기반으로 한 인증 |          |               |